# 시로네시
시로네시(일본어: 白根市)는 니가타현에 있었던 시이다.
도시는 1959년 6월 1일에 성립되었다. 2005년 3월 21일에 시로네 시는 나카칸바라군 가메다 정, 고스도 정, 요코고시 정 및 니시칸바라군 니시카와 정, 아지카타 촌, 이와무로 촌, 가타히가시 촌, 나카노쿠치 촌, 쓰키가타 촌 그리고 니쓰 시, 도요사카 시와 함께 확장된 니가타시에 편입되었다. 2007년 4월 1일에 이 지역은 미나미구의 일부가 되었다.

## 같이 보기
- 미나미구 (니가타시)